# Velimir Vukićević
Velimir Vukićević (11 de julio de 1871-27 de noviembre de 1930), político serbio yugoslavo, primer ministro de Yugoslavia en la primavera de 1928. Durante su mandato se produjeron los asesinatos del parlamento que desembocaron en la implantación de una dictadura real medio año más tarde.
Maestro de enseñanza secundaria de profesión, miembro del Partido Radical serbio, fue ministro de varios gabinetes del destacado político Nikola Pašić. Cercano al rey Alejandro, que mantenía relaciones tensas con Pašić, a menudo sirvió de contrapeso favorable a la corona frente a este.
Tras la muerte de Pašić, fue uno de los dirigentes Radicales que encabezó una de las facciones que dividieron el partido.

## Primer ministro

### Gobierno de coalición y elecciones
Tras la renuncia de su antecesor Nikola Uzunović, cansado de la avalancha de crisis internas e externas, Vukićević,  tomó el relevo en un gobierno de coalición con Vojlislav Marinković (disidente del Partido Democrático) y los bosniomusulmanes de Mehmed Spaho, basado en el apoyo del rey, ya que ninguno de los dos políticos serbios controlaba su partido por completo. Para evitar ser censurado en el parlamento yugoslavo, el rey disolvió el mismo, permitió a Vukićević gobernar sin control de las cámaras y, en septiembre, amalar las elecciones (11 de septiembre de 1927).
La campaña fue menos libre y más anodina en todo el país, salvo en Serbia, donde las distintas facciones Radicales, encabezadas por el anterior primer ministro Nikola Uzunović, el propio Velimir Vukićević y los partidarios del fallecido Nikola Pašić, al mando de Marko Trifković, se disputaban el apoyo de los votantes del partido.
| Elecciones yugoslavas (11 de septiembre de 1927) (porcentaje de votos) |
| |
| Según Rothschild p. 229. Partido Radical Serbio (112 escaños) Partido Demócrata Serbio (61) Partido Agrario Serbio (9) Partido Campesino Croata (64) Partido Popular Esloveno (20) Musulmán bosnio (18) Partido Alemán (6) Partido Campesino Esloveno (1) Partido Democrático independiente (22) Partido Federal Montenegrino (1) Bloque croata (2) Partido Popular Croata (1) Partido Socialista Yugoslavo (1) |

Tras su victoria en las elecciones, Vukićević logró que sus dos rivales abandonasen su oposición. Poco después, consiguió forjar una amplia coalición de partidos (Radicales, Demócratas, Populares Eslovenos, bosniomusulmanes y alemanes) que le garantizaba una cómoda mayoría de 218 escaños de 315.
Las divisiones en las filas de los Radicales y los Demócratas, sin embargo, resurgieron a comienzos de 1928, afectando al gobierno. El rey trató de atraer al principal dirigente croata, Stjepan Radić, en la oposición, que declinó la oferta. La alianza de este con el partido serbio de Croacia (Partido Demócrata Independiente de Svetozar Pribićević siguió tratando de derribar al gobierno de coalición, dificultando las sesiones en el parlamento, que se convirtieron en caóticas.

### Tensión y asesinato de Radić
Los ataques de la oposición, los comienzos de la crisis agraria y la tensión con Italia por el retraso en ratificar los Acuerdos de Nettuno  convirtieron la política yugoslava en la primavera de 1928 en agitadísima. En mayo y junio las protestas en las ciudades croatas contra el acuerdo con Italia tomaron un cariz antigubernamental. A mediados de junio los diputados discutían sobre el uso del alfabeto latino y el cirílico en el parlamento, obstaculizando las sesiones. Un periódico, posiblemente financiado por el gobierno, pidió la liquidación de los dirigentes de la oposición, Radić y Pribićević.
El día 20 de junio de 1928 tras un áspero debate el día anterior en el parlamento entre Radić y el joven parlamentario Punisa Racic del partido del gobierno sin experiencia en la cámara, este disparó contra varios diputados croatas, hiriendo a dos de ellos y asesinando a otros tres, entre ellos a Radić y a su sobrino. Vukićević había escogido a muchos diputados jóvenes y nacionalistas, a menudo veteranos de la Primera Guerra Mundial y de las guerras balcánicas, sin experiencia parlamentaria previa, con el fin de hacerse con el control del partido y arrinconar a los antiguos dirigentes rivales.
Vukićević no supo desenvolverse en la crisis que desencadenó el asesinato: lo consideró un simple ajuste de cuentas. Los diputados de oposición, sin embargo, se retiraron del parlamento y lo declararon incapaz de representar más al país.
El gobierno acabó dimitiendo por su incapacidad de lograr un préstamo angloamericano ya que no había logrado ratificar los Acuerdos de Nettuno como le exigían los prestamistas, no por la crisis política agudizada por los asesinatos de la Skupština (parlamento).
Anton Korošec, dirigente del Partido Popular Esloveno y único primer ministro no serbio de entreguerras, sustituyó a Vukićević en un gobierno de coalición similar al suyo.
| Predecesor: Nikola Uzunović | Primer ministro del Reino de los Serbios, Croatas y Eslovenos 1927-1928 | Sucesor: Anton Korošec |